# Saint-Maurice-Thizouaille
Saint-Maurice-Thizouaille es una localidad y comuna francesa situada en la región de Borgoña, departamento de Yonne, en el distrito de Auxerre y cantón de Aillant-sur-Tholon.

## Demografía
| 227 | 236 | 256 | 262 | 291 | 313 | 286 | 319 | 306 | 327 | 339 | 363 | 359 | 354 | 350 | 354 | 310 | 297 | 275 | 257 | 232 | 221 | 211 | 193 | 209 | 207 | 196 | 148 | 151 | 180 | 170 | 210 | 262 |
| Para los censos de 1962 a 1999 la población legal corresponde a la población sin duplicidades (Fuente: INSEE [Consultar]) |     |     |     |     |     |     |     |     |     |     |     |     |     |     |     |     |     |     |     |     |     |     |     |     |     |     |     |     |     |     |     |     |